# Західний квітковий трипс
За́хідний квітко́вий трипс (лат. Frankliniella occidentalis Perg.) — багатоїдний шкідник, пошкоджує більше 250 видів рослин з понад 65 родин. В північній Європі трипс присутній в основному на овочевих культурах таких як огірки, перець, а також на квіткових — на хризантемах, герберах, трояндах і сенполіях в теплицях, але в південній Європі західний квітковий трипс в широкому масштабі уражує багато польових культур, включаючи полуницю, виноград і артишок.
Шкідник впливає на комерційне вирощування рослин різними методами, безпосередньо, скорочуючи урожай і їх ринкову якість, або через кормову рослину пошкоджуючи її перенесенням вірусних хвороб. Деякі культури, включаючи зрізані квіти, полуниці, перець і огірки, при ураженні їх трипсами практично повністю втрачають ринкову цінність. На інших культурах, ушкодження більше проявляється завдяки зараженню тосповірусами.
Ознаки зараження трипсом широко коливаються, в залежності від рослин, які він атакує. На трояндах чи герберах з червоними квітами, або на темних квітах сенполій ураження проявляються як білий наліт. Значне ушкодження призводить до деформації зародків, якщо зараження відбувається перед початком цвітіння. У перцю і огірків, що були атаковані, на початку розвитку зав'язі, спостерігаються серйозні порушення під час дозрівання. На листі утворюється сріблястий наліт, листок деформується, в місцях живлення утворюються плями та шрами. Яйця відкладені в тканини пелюсток спричиняють ефект гусячої шкіри на квітах типу орхідей, а яйцекладка на чутливих плодах типу винограду призводить до розтріскування шкірки плоду і наступного його ураження грибами.
У 1999 році західний квітковий трипс був вперше виявлений в оранжереї ТОВ «Декоративні культури» м. Маріуполя Донецької області на площі 0,5 га. Кордони вогнища трипсу були своєчасно встановлені. Протягом 2000–2005 років щорічно підприємством проводиться комплекс агротехнічних та хімічних заходів по боротьбі з трипсом.
Заходи, що проводяться, дозволяють стримувати зростання чисельності шкідника у вогнищі, але повністю ліквідувати вогнище не вдається. За результатами проведених контрольних обстежень у 2005 році та лабораторної експертизи виявлені поодинокі особини трипса у вогнищі. Тому, оранжерея ТОВ «Декоративні культури» площею 0,5 га м. Маріуполя залишається під карантинним режимом по західному квітковому трипсу.
Дорослі комахи та личинки західного квіткового трипсу легко переносяться вітром, а також на одязі та у волоссі персоналу теплиць. В інші країни трипс переноситься зі зрізаними квітами, розсадою та іншим садивним матеріалом.
Тому необхідно здійснювати постійний карантинний контроль приватних і державних тепличних господарств, куди завозиться імпортна розсада овочів, квітів та інший садивний матеріал. З карантинних заходів головним є фітосанітарний контроль імпортного зрізу квітів та горщикових культур, як основних розповсюджувачів шкідника.
Згідно з «Переліком пестицидів та агрохімікатів, дозволених до використання в Україні» для боротьби з західним квітковим трипсом рекомендуються такі інсектициди: Актелік, Аплауд, Вектор, Конфідор, Моспілан, Талстар, Циклон, Шерпа. Розв'язання проблеми з західним квітковим трипсом полягає перш за все в профілактиці. Ретельний контроль продукції, що завозиться і високий рівень агротехніки — економічно набагато ефективніше використання будь-яких, навіть найсучасніших винищувальних заходів.